# 1951年费城市政选举
1951年11月6日，费城开展市政选举，这不仅是同年四月选民通过新宪章后第一次市政选举，还是超过半个世纪以来民主党首次获胜。竞争席位除市长和地方检察官外，还包括市议会的全部17个席位，同时还举行全民公投， 表决是否将市政府与县政府合并。
民主党在全市范围获得超过对方十万张选票，结束共和党一统市政府长达67年的历史。推动宪章改革的两员大将小约瑟夫·克拉克和理查森·迪尔沃思分别当选市长和地方检察官。民主党还在地方党派领袖詹姆斯·阿洛伊修斯·芬尼根引领下夺得14个州议会席位和所有市级公职。全民公投以绝大多数选民支持市县合一告终。从本次选举开始，民主党成为费城政坛的主导势力并持续至今。

## 背景
20世纪40年代，费城成为美国最后一个几乎所有政府公职都由共和党把持的大城市。该市大批商业人士支持市长伯纳德·塞缪尔（Bernard Samuel）和警长奥斯汀·米汉（Austin Meehan）为首的共和党政治机器。1947年，费城多数选民在市长和议会所有议席上都把票投给共和党人。此后几年里，共和党内部不再铁板一块，有心改革的共和党人对党派内部问题忍无可忍，开始与无党派选民一起转投民主党怀抱。民主党联盟部分人士反对与改革派一个鼻孔出气，但市委员会主席詹姆斯·阿洛伊修斯·芬尼根（James A. Finnegan）认为这是垂死党派崛起的绝佳机遇，振臂高呼“好政府就是好政治”。
1949年，民主党联盟在部分市级次要公职（如财务官、验尸官、调度员等）选举中获胜，改革派借此机会揭露市政府的腐败问题。1950年，两党改革派共同组建委员会，提议修改城市宪章，将权力从市议会转移到实权市长手中，据信这样的政治体系不但效率更高，而且难以受到贪腐影响。新宪章还包含公务员制度改革，要求市内公职择优录取，不再采用猎官制。市政府的高层行政要职几乎全部由市长直接任命，无需议会批准，借此鼓励市长任命没有党派背景的专业人士，无需再像以前那样把职位当成政治服务和利益的回报。1951年4月，费城选民以大比数批准新宪章，为同年11月市政选举摊牌打下基础。

## 市长
塞缪尔没有竞选连任，共和党候选人丹尼尔·阿尔弗雷德·波林（Daniel A. Poling）需与民主党对手小约瑟夫·克拉克（Joseph S. Clark Jr.）争夺开放席位。克拉克是律师，第二次世界大战期间曾任美国陆军军官，他生于共和党上流社会家族，但在1928年转为民主党人。数次竞选费城公职失败后，他当上宾夕法尼亚州副检察长。克拉克以支持改革闻名，曾于1949年以清理腐败为口号竞选市财务官。虽因参与左翼组织美国民主行动协会被指为共产主义者，但他还是战胜对手当选。
克拉克在两年间调查塞缪尔政府的贪污和盗窃行径，并把结果回报选民。许多受到指控的人被定罪，多人为此自杀。克拉克继续助力改革，为新宪章通过摇旗呐喊，承诺当选市长后要“清扫市政厅”。他宣布无论党派是否支持都会参选，这成为许多民主党人在初选中支持他的重要原因。七月的民主党初选结果，克拉克以八比一的绝对优势压倒前任市事务律师约瑟夫·沙夫辛（Joseph Sharfsin）获得提名。
共和党提名人波林是以诚信享誉全国的浸礼宗牧师，费城共和党领导人希望他的身份能够抵销针对党派政治机器的腐败指控。波林曾为许多慈善组织出力并执掌《基督教先驱报》（Christian Herald），儿子克拉克·范德索尔·波林（Clark V. Poling）是二战期间因多切斯特号运兵船被德国击沉牺牲的四名陆军牧师之一，丹尼尔还在为纪念四名牧师建起的礼拜堂担任牧师。波林的初选对手是独立派共和党人支持的商人沃尔特·米勒（Walter P. Miller），后者在选区政党领袖转为支持波林后以一比六的大幅差距败北。
克拉克的竞选纲领与1947和1949年一样专注共和党的腐败問題，声称“美国最腐败的政治机器”就在费城。波林承认腐败存在，但承诺会在当选后斩草除根。费城两大报纸《费城询问报》和《费城公报》（Philadelphia Bulletin）过去长年支持共和党，但在1951年都公开站在民主党一边。波林与共和党领导人合作，促使《费城询问报》倒向克拉克，该报发表社论称：“费城人民必须抛弃共和党头目团伙才能拿下市政厅”。克拉克与竞选搭档、地方检察官候选人理查森·迪尔沃思（Richardson Dilworth）购买电台时段宣传，在街头巷尾演说。迪尔沃思在演说中称共和党领导阶层是肮脏的“政治猪猡，表面文质彬彬实际贪婪至极”。克拉克在广播中表示，对手波林虽是无党派人士，但却沦为腐败势力的工具而不自知，称“他对此一无所知，因为他在费城政坛混的时间太短，根本不足以了解真相”。波林在共和党组织的全力支持下大力竞选，但事实证明这还远远不够。
克拉克在普选中获得压倒优势，得票率超过58%，净票数多过对手12万余张，比上次选举多出近21.5万票。民主党在当时所谓的“独立选区”优势最大，这些地方的中产阶级选民更愿意利用选票寻求理想政府，北费城和西费城以黑人选民居多，克拉克对公务员制度改革的承诺让黑人充满信心，因为过去的猎官制实际导致他们根本没有从事公职的机会。选举结果基本确定后，克拉克向记者表示这场选举为“艰苦而漫长的斗争划上句点同时”，也标志着“敢于思考的费城人民取得伟大胜利”。
本次选举是1881年过去70年后民主党首夺市长席位，也是1911年后40年间共和党候选人首度在市长选举中落败，开创民主党把控市长位置的时代直至今日。
| 党派 | 党派   | 候选人                 | 得票数  | 百分比 |
| ---- | ------ | ---------------------- | ------- | ------ |
|      | 民主党 | 小约瑟夫·克拉克        | 448,983 | 58.06  |
|      | 共和党 | 丹尼尔·阿尔弗雷德·波林 | 324,283 | 41.94  |

## 地方检察官

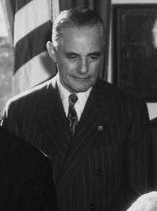
理查森·迪尔沃思

根据老宪章规定，费城地方检察官与市长分开选举，两个席位正好都在1951年换届。从1957年开始，地方检察官改成和市长、市议员一样两年选举一次。与市长选举一样，地方检察官的争夺是在民主党改革派理查森·迪尔沃思和共和党政治机器代表迈克尔··弗利（Michael A. Foley）间展开。迪尔沃思和克拉克一样曾是共和党人，都曾长年倡导改革。他曾于1947年竞选市长落败，克拉克当时是他的竞选经理。1949年，迪尔沃思当选费城司库。民主党领导人原计划让他1951年再度出马竞选市长，但克拉克宣布参选后迪尔沃思同意改为竞选地方检察官。弗利是北美保险公司律师，虽在初选中赢得党派支持，但还不足以对抗普选中的民主党浪潮。迪尔沃思在初选中没有对手，普选中的优势幅度与克拉克相差无几，拿下近58%的选票。他在接受记者采访时称，这次胜利能让人头脑清醒，因为“胜利越大，责任越大”。
| 党派 | 党派   | 候选人             | 得票数  | 百分比 |
| ---- | ------ | ------------------ | ------- | ------ |
|      | 民主党 | 理查森·迪尔沃思 哈 | 446,841 | 57.94  |
|      | 共和党 | 迈克尔··弗利       | 324,433 | 42.06  |

## 市议会

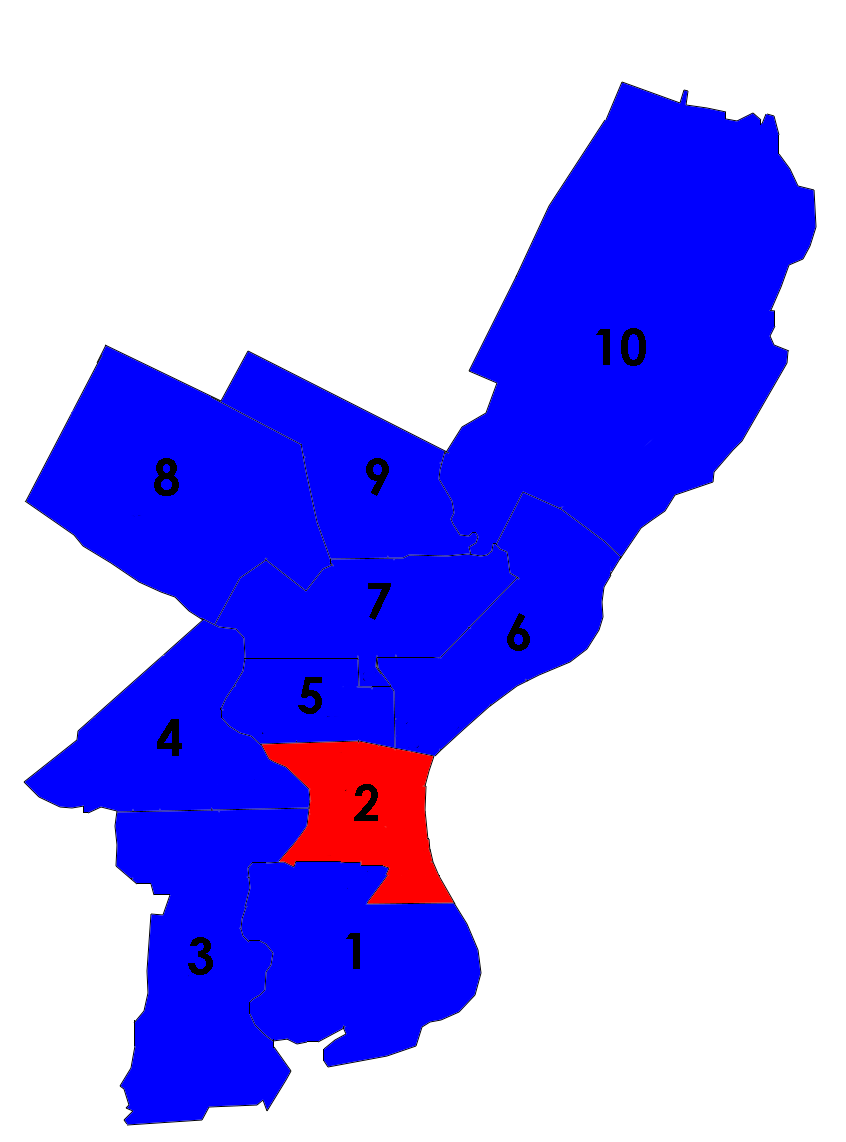
1951年费城市议会各选区结果（蓝色代表民主党获胜，红色代表共和党获胜）

费城公民根据新宪章在1951年选出十七名议员组成市议会，其中十人各代表一个选区，另外七人为全体选民代表。根据有限投票制，每个政党可以提名五人竞选全体选民代表，每个选民最多只能投票支持五人，这样任何政党最多能赢得七个席位中的五席，少数党争夺余下两席。民主党继续保持市长和地方检察官竞选中的优势，拿下十个选区议席中的九个，七个全体议席中的五个。
代表第八选区（包括栗山、日耳曼敦和罗克斯伯勒）的康斯坦斯·达拉斯（Constance Dallas）战胜在任议员罗伯特·汉密尔顿（Robert S. Hamilton），成为费城历史上首位女议员。律师托马斯·格林（Thomas I. Guerin）击败多米尼克··库鲁比阿莱（Dominic J. Colubiale），赢得南费城的第一选区议席。第二选区成为共和党拿下的唯一选区，电气设备销售员威廉·M·菲利普斯（William M. Phillips）战胜工会官员路易·维格诺拉（Louis Vignola）。包含西费城南半部的第三选区在任议员哈里·诺维奇（Harry Norwitch）击败1936年就开始在市议会任职的乔治·麦克斯曼（George Maxman）赢得连任。第四选区包含西费城的北半部，议席由宾夕法尼亚州众议员塞缪尔·罗斯（Samuel Rose）从在任议员詹姆斯·克拉克（James G. Clark）手中夺得。
第五选区位于北费城，当地律师兼非裔民权领袖雷蒙德·佩斯·亚历山大（Raymond Pace Alexander）战胜在任议员尤金·沙利文（Eugene J. Sullivan）。肯辛顿（Kensington）和富兰克福德（Frankford）组成的第六选区议席由水管工工会官员迈克尔·约翰·托威（Michael J. Towey）击败威廉·格洛瓦茨（William J. Glowacz）获得。詹姆斯·休·约瑟夫·泰特（James Hugh Joseph Tate）战胜当地哑剧弦乐队领队约瑟夫·弗科（Joseph A. Ferko），成为第七选区代表。西橡树巷（West Oak Lane）、奥尔尼（Olney）和洛根（Logan）组成的第九选区在任议员威廉·凯利（William A. Kelley）不敌保险经纪人查尔斯·芬利（Charles M. Finley）。位于东北费城的第十选区由房地产经纪人老约翰·伯恩（John F. Byrne Sr.）胜出，他的对手是1925年开始当选的在任议员克拉伦斯·克罗桑（Clarence K. Crossan）。
民主党提名的五位候选人均拿下全体选民代表席位，分别是费城民主党主席詹姆斯·阿洛伊修斯·芬尼根、前入境登记专员维克多·爱德华·摩尔（Victor E. Moore）、宪章委员会书记员刘易斯·史蒂文斯（Lewis M. Stevens）、律师维克多·雨果·布兰克（Victor H. Blanc）和地方法官保罗·奥托纳（Paul D'Ortona）。共和党候选人落后民主党对手超十万票，在任议员路易斯·施瓦茨（Louis Schwartz）和宾夕法尼亚州参议员小约翰·惠特克·洛德（John W. Lord Jr.）以微弱优势战胜劳工领袖约翰··巴克斯（John B. Backhus）、助理地方检察官科尔伯特·麦克莱恩（Colbert C. McClain），以及神职人员欧文·安德希尔（Irwin W. Underhill），获得两个少数党席位。1948年成立并推举亨利·阿加德·华莱士竞选美国总统的进步党派出两名候选人，但拿到的选票加起来还不足1%。
各党派全体选民代表席位得票率
| 党派 | 党派   | 候选人                   | 得票数  | 百分比 |
| ---- | ------ | ------------------------ | ------- | ------ |
|      | 民主党 | 维克多·爱德华·摩尔       | 441,263 | 11.52  |
|      | 民主党 | 刘易斯·史蒂文斯          | 440,945 | 11.51  |
|      | 民主党 | 维克多·雨果·布兰克       | 439,942 | 11.49  |
|      | 民主党 | 詹姆斯·阿洛伊修斯·芬尼根 | 439,820 | 11.48  |
|      | 民主党 | 保罗·奥托纳              | 439,534 | 11.47  |
|      | 共和党 | 路易斯·施瓦茨            | 322,224 | 8.41   |
|      | 共和党 | 小约翰·惠特克·洛德       | 321,984 | 8.41   |
|      | 共和党 | 约翰··巴克斯             | 321,540 | 8.39   |
|      | 共和党 | 欧文·安德希尔            | 321,434 | 8.39   |
|      | 共和党 | 科尔伯特·麦克莱恩        | 320,922 | 8.38   |
|      | 进步党 | 爱丽丝·莱佛特            | 11,193  | 0.03   |
|      | 进步党 | 约翰·霍尔顿              | 9,649   | 0.03   |

| 党派 | 党派   | 候选人               | 得票数 | 百分比 |
| ---- | ------ | -------------------- | ------ | ------ |
|      | 民主党 | 托马斯·格林          | 45,859 | 57.78  |
|      | 共和党 | 多米尼克··库鲁比阿莱 | 33,511 | 42.22  |

| 党派 | 党派   | 候选人        | 得票数 | 百分比 |
| ---- | ------ | ------------- | ------ | ------ |
|      | 共和党 | 威廉·菲利普斯 | 47,814 | 58.60  |
|      | 民主党 | 路易·维格诺拉 | 33,783 | 41.40  |

| 党派 | 党派   | 候选人        | 得票数 | 百分比 |
| ---- | ------ | ------------- | ------ | ------ |
|      | 民主党 | 哈里·诺维奇   | 50,286 | 61.77  |
|      | 共和党 | 乔治·麦克斯曼 | 31,128 | 38.23  |

| 党派 | 党派   | 候选人        | 得票数 | 百分比 |
| ---- | ------ | ------------- | ------ | ------ |
|      | 民主党 | 塞缪尔·罗斯   | 42,797 | 62.00  |
|      | 共和党 | 詹姆斯·克拉克 | 26,225 | 38.00  |

| 党派 | 党派   | 候选人               | 得票数 | 百分比 |
| ---- | ------ | -------------------- | ------ | ------ |
|      | 民主党 | 雷蒙德·佩斯·亚历山大 | 37,918 | 58.10  |
|      | 共和党 | 尤金·沙利文          | 27,340 | 41.90  |

| 党派 | 党派   | 候选人           | 得票数 | 百分比 |
| ---- | ------ | ---------------- | ------ | ------ |
|      | 民主党 | 迈克尔·约翰·托威 | 47,072 | 55.05  |
|      | 共和党 | 威廉·格洛瓦茨    | 38,442 | 44.95  |

| 党派 | 党派   | 候选人                | 得票数 | 百分比 |
| ---- | ------ | --------------------- | ------ | ------ |
|      | 民主党 | 詹姆斯·休·约瑟夫·泰特 | 48,139 | 61.98  |
|      | 共和党 | 约瑟夫·弗科           | 29,529 | 38.02  |

| 党派 | 党派   | 候选人          | 得票数 | 百分比 |
| ---- | ------ | --------------- | ------ | ------ |
|      | 民主党 | 康斯坦斯·达拉斯 | 33,751 | 54.11  |
|      | 共和党 | 罗伯特·汉密尔顿 | 28,623 | 45.89  |

| 党派 | 党派   | 候选人      | 得票数 | 百分比 |
| ---- | ------ | ----------- | ------ | ------ |
|      | 民主党 | 查尔斯·芬利 | 49,278 | 63.38  |
|      | 共和党 | 威廉·凯利   | 28,476 | 36.62  |

| 党派 | 党派   | 候选人          | 得票数 | 百分比 |
| ---- | ------ | --------------- | ------ | ------ |
|      | 民主党 | 老约翰·伯恩     | 50,083 | 60.36  |
|      | 共和党 | 克拉伦斯·克罗桑 | 32,890 | 39.64  |

## 市政专员

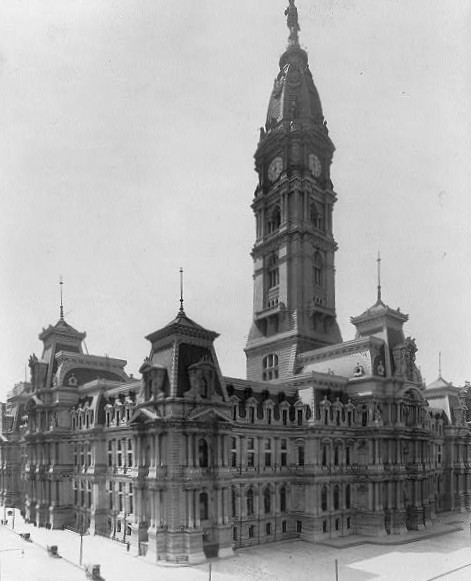
费城市政厅

各政党可以派出两人竞选市政专员，得票最多的三人当选。市政专员是市县合一前过渡时期的县级公职，最重要的职责是举办选举，还需负责规范度量衡。像其他选举一样，民主党继续领跑，托马斯·麦克亨利（Thomas P. McHenry）和莫里斯·奥塞尔（Maurice S. Osser）分列第一和第二。麦克亨利从1945年就开始担任专员，奥塞尔曾是律师和第十六区领导人。剩下的一个席位由共和党人、销售主管沃尔特·戴维森（Walter I. Davidson）获得。
| 党派 | 党派   | 候选人          | 得票数  | 百分比 |
| ---- | ------ | --------------- | ------- | ------ |
|      | 民主党 | 托马斯·麦克亨利 | 441,499 | 28.88  |
|      | 民主党 | 莫里斯·奥塞尔   | 441,407 | 28.87  |
|      | 共和党 | 沃尔特·戴维森   | 323,143 | 21.14  |
|      | 共和党 | 威廉·施密特     | 322,834 | 21.12  |

## 次要公职和法官
在任警长奥斯汀·米汉没有竞选连任，县警长的两名竞争人选都是在任市议员，分别是民主党人威廉·伦诺克斯（William M. Lennox）和共和党人小科尼利厄斯·西尔维斯特·迪根（Cornelius S. Deegan Jr.）。县警长同样属于市县合一过渡时期的公职，警长的职能与警察局长不同，是法院的首席执法官。最终民主党人再接再励，伦诺克斯此后持续任职达二十年。
民主党候选人约瑟夫·斯坎伦（Joseph A. Scanlon）战胜共和党对手爱德华·弗里亚（Edward W. Furia）成为法院书记员，负责依照法院命令收支款项。斯坎伦曾入选州议会，他在书记员的位置上工作六年后于1957年在任上去世。契约登记员也是县级行政公职，民主党人马歇尔·谢泼德（Marshall L. Shepard）当选。他曾是浸信会牧师，还曾在华盛顿哥伦比亚特区出任契约登记员。两年后，契约登记员职位并入市政府并转为公务员。
宾夕法尼亚州大部分普通法院法官竞选连任时都能得到两大党派支持，但有一个席位例外，民主党人约翰·摩根·戴维斯（John Morgan Davis）战胜在任共和党法官托马斯·布鲁特（Thomas Bluett）。全部十四个地方法院法官席位中，民主党拿下八个。
| 党派 | 党派   | 候选人                       | 得票数  | 百分比 |
| ---- | ------ | ---------------------------- | ------- | ------ |
|      | 民主党 | 威廉·伦诺克斯                | 443,832 | 57.15  |
|      | 共和党 | 小科尼利厄斯·西尔维斯特·迪根 | 322,832 | 42.85  |

| 党派 | 党派   | 候选人        | 得票数  | 百分比 |
| ---- | ------ | ------------- | ------- | ------ |
|      | 民主党 | 约瑟夫·斯坎伦 | 441,223 | 57.77  |
|      | 共和党 | 爱德华·弗里亚 | 322,480 | 42.23  |

| 党派 | 党派   | 候选人        | 得票数  | 百分比 |
| ---- | ------ | ------------- | ------- | ------ |
|      | 民主党 | 马歇尔·谢泼德 | 441,302 | 57.59  |
|      | 共和党 | ·厄尔·里德    | 324,951 | 42.41  |

## 公投
11月6日，宾夕法尼亚全州范围举行公投，要求选民表决是否支持合并费城市县政府。1854年，费城县所有基层政权均已合并成一个城市，但许多县级公职依然保留，与市级公职重叠。市县合一后，县级公职也将受到新宪章的公务员职位保护。1937年的公投拒绝市县合一，但1951年的公投结果以绝对优势通过。另外两项表决结果授权市政府借款1700万美元用于市政改善，1400万美元用于燃气工程，两项均以五比一的显著优势通过。

## 影响
1951年选举标志着一度主导费城政坛的共和党机器彻底衰落，1953年该党一度赢回部分公职，但这不过是短暂的回光返照。民主党从此成为费城政治的核心力量，其他党派再也没有赢得市长或市议会多数席位。共和党人的淡出也意味着费城政治主战场变成民主党改革派和中坚力量的较量。1965年时，费城政府中的改革派已寥寥无几，正如《费城公报》所说的那样，费城政治文化又回归“老旧狭隘的党派立场，市政厅的宠儿在内部交易和投桃报李的香风中沉迷……各种粗鲁的政治竞标不惜伤害纳税人的利益”。

## 脚注
1. ↑  Reichly 1959，第5–6頁.
2. ↑  Clark & Clark 1982，第650頁.
3. ↑  Miller 1947.
4. ↑  Madonna & McLarnon 2003，第59–60頁.
5. ↑  Petshek 1973，第65–66頁.
6. ↑  Reichly 1959，第11–15頁.
7. ↑  Clark & Clark 1982，第654頁.
8. 1 2 3 4  Clark & Clark 1982，第655頁.
9. ↑  Freedman 1963，第II-1頁.
10. 1 2 3  Neal 1990.
11. ↑  Binzen 2014，第101頁.
12. ↑  Clark 1991，第94頁.
13. ↑  Independents Play Decisive Role in Victory.
14. ↑  Daily Times 1951.
15. ↑  Madonna & McLarnon 2011，第28頁.
16. 1 2 3 4 5  Poling and Clark Are Nominated.
17. ↑  Associated Press 1968.
18. ↑  Feller 2007，第677頁.
19. 1 2  Reichly 1959，第15頁.
20. 1 2 3 4  'Corrupt GOP Machine' Reviled By Clark; Poling Confirms 'Mace' Charge.
21. ↑  Freedman 1963，第V-11頁.
22. ↑  Inquirer 1951a.
23. 1 2 3 4  Democrats win by 122,000.
24. ↑  Reichly 1959，第13, 15, 17頁.
25. ↑  Mayors of the City of Philadelphia 1691-2000.
26. ↑  Will Philly's 100th mayor be a Republican?.
27. 1 2 3 4 5 6 7 8  Bulletin Almanac 1952，第33頁.
28. ↑  Freedman 1963，第II-6頁.
29. ↑  Reichly 1959，第39頁.
30. ↑  Binzen 2014，第94–97頁.
31. ↑  Crumlish 1959，第70頁.
32. ↑  Freedman 1963，第II-7頁.
33. 1 2 3 4 5 6 7 8  Inquirer 1951b.
34. 1 2 3 4 5 6 7 8 9 10  Bulletin Almanac 1952，第34頁.
35. ↑  Office of the City Representative 1962，第63頁.
36. 1 2  Bulletin Almanac 1952，第35頁.
37. ↑  Office of the City Representative 1962，第62頁.
38. ↑  Roche 1991.
39. ↑  Office of the City Representative 1962，第61頁.
40. ↑  Inquirer 1957.
41. 1 2  Murphy, Melton & Ward 1993，第692頁.
42. ↑  Inquirer 1951d.
43. ↑  Petshek 1973，第39頁.
44. ↑  Inquirer 1951c.
45. ↑  Freedman 1963，第II-35頁.
46. ↑  Freedman 1963，第II-36頁.
47. ↑  Clark & Clark 1982，第661頁.
48. ↑  Petshek 1973，第80頁.

### 书目
- Reichly, James. . A report to the Fund for the Republic. New York: Fund for The Republic. 1959  [2020-06-26]. OCLC 994205. （原始内容存档于2021-01-05）.
- Binzen, Peter. . Philadelphia, Pennsylvania: Camino Books. 2014. ISBN 978-1-933822-86-0.
- . Philadelphia, Pennsylvania: The Philadelphia Bulletin. 1952. OCLC 8641470.
- Clark, Joseph S.; Clark, Dennis J. . Weigley, Russell  (编). . New York: W.W. Norton & Co. 1982: 649–703  [2020-06-26]. ISBN 978-0-393-01610-9.
- Crumlish, Joseph D. . Wayne State University studies. Political science; no. 6. Detroit, Michigan: Wayne State University Press. 1959  [2020-06-26]. OCLC 491418011. （原始内容存档于2020-10-02）.
- Feller, Wende Vyborney. . Shearer, Benjamin F.  (编).  3. Westport, Connecticut: Greenwood Press. 2007: 676–677. ISBN 978-0-313-33423-8.
- Freedman, Robert L. . Cambridge, Massachusetts: Joint Center for Urban Studies of the Massachusetts Institute of Technology and Harvard University. 1963  [2020-06-26]. OCLC 1690059. （原始内容存档于2020-10-02）.
- Murphy, Larry G.; Melton, J. Gordon; Ward, Gary L. (编). . . New York: Routledge. 1993  [2020-06-26]. ISBN 978-0-8153-0500-2.
- Office of the City Representative. . Division of Public Information, Office of the City Representative. 1962. OCLC 11471789.
- Petshek, Kirk R. . Philadelphia, Pennsylvania: Temple University Press. 1973  [2020-06-26]. ISBN 978-0-87722-058-9.

### 期刊
- Clark, George R. . Proceedings of the American Philosophical Society. 1991-03, 135 (1): 92–97. JSTOR 987153.
- Madonna, G. Terry; McLarnon, John Morrison.  (PDF). Pennsylvania Magazine of History and Biography. 2003-01, CXXVII (1): 57–88  [2020-06-26]. JSTOR 20093600. （原始内容存档 (PDF)于2018-11-13）.
- Madonna, G. Terry; McLarnon, John Morrison. . Pennsylvania Legacies. 2011-11, 11 (2): 24–31. JSTOR 10.5215/pennlega.11.2.0024. doi:10.5215/pennlega.11.2.0024.

### 报纸和网页
- Miller, Joseph H. . The Philadelphia Inquirer. 1947-11-05  [2020-06-26]. （原始内容存档于2020-10-02） –Newspapers.com.
- Miller, Joseph H. . The Philadelphia Inquirer. 1951-04-18  [2020-06-26]. （原始内容存档于2020-10-02） –Newspapers.com.
- Miller, Joseph H. . The Philadelphia Inquirer. 1951-07-25: 1, 12  [2020-06-26]. （原始内容存档于2020-10-02） –Newspapers.com.
- Miller, Joseph H. . The Philadelphia Inquirer. 1951-10-25: 1, 2  [2020-06-26]. （原始内容存档于2020-10-02） –Newspapers.com.
- . The Philadelphia Inquirer. 1951-11-04: 14-B  [2020-06-26]. （原始内容存档于2020-10-02） –Newspapers.com.
- . Delaware County Daily Times. 1951-11-07  [2020-06-26]. （原始内容存档于2020-10-02） –Newspapers.com.
- . The Philadelphia Inquirer. 1951-11-07: 2  [2020-06-27]. （原始内容存档于2020-10-02） –Newspapers.com.
- . The Philadelphia Inquirer. 1951-11-07  [2020-06-26]. （原始内容存档于2020-11-24） –Newspapers.com.
- Miller, Joseph H. . The Philadelphia Inquirer. 1951-11-07  [2020-06-25]. （原始内容存档于2020-11-24） –Newspapers.com.
- . The Philadelphia Inquirer. 1951-11-05: 9  [2020-06-26]. （原始内容存档于2020-10-02） –Newspapers.com.
- . The Philadelphia Inquirer. 1957-04-22: 22  [2020-06-26]. （原始内容存档于2020-10-02） –Newspapers.com.
- Associated Press. . Delaware County Daily Times. 1968-02-08  [2020-06-26]. （原始内容存档于2021-01-05） –Newspapers.com.
- Neal, Steve. . The Philadelphia Inquirer. 1990-01-15  [2020-06-26]. （原始内容存档于2020-10-02） –Newspapers.com.
- Roche, Walter F. . The Philadelphia Inquirer. 1991-10-08: 7-B  [2020-06-26]. （原始内容存档于2020-10-02） –Newspapers.com.
- . City of Philadelphia.   [2020-06-26]. （原始内容存档于2020-03-08）.
- Bunch, Will. . Philadelphia Inquirer. 2017-02-27  [2020-06-26]. （原始内容存档于2020-03-20）.